# Delminichthys krbavensis
Delminichthys krbavensis är en fiskart som först beskrevs av Zupancic och Bogutskaya 2002.  Delminichthys krbavensis ingår i släktet Delminichthys och familjen karpfiskar. IUCN kategoriserar arten globalt som akut hotad. Inga underarter finns listade i Catalogue of Life.